# 里尔圣心堂
圣心堂（Église du Sacré-Cœur）是一座罗马天主教教堂，位于法国北部省里尔市中心的国家街（Rue Nationale）与苏法利诺街（Rue Solférino）的交汇处。它建于19世纪末，1983年列为法国历史遗迹。
服务此处的地铁站是共和国-美术馆站（République - Beaux-Arts）。

## 历史

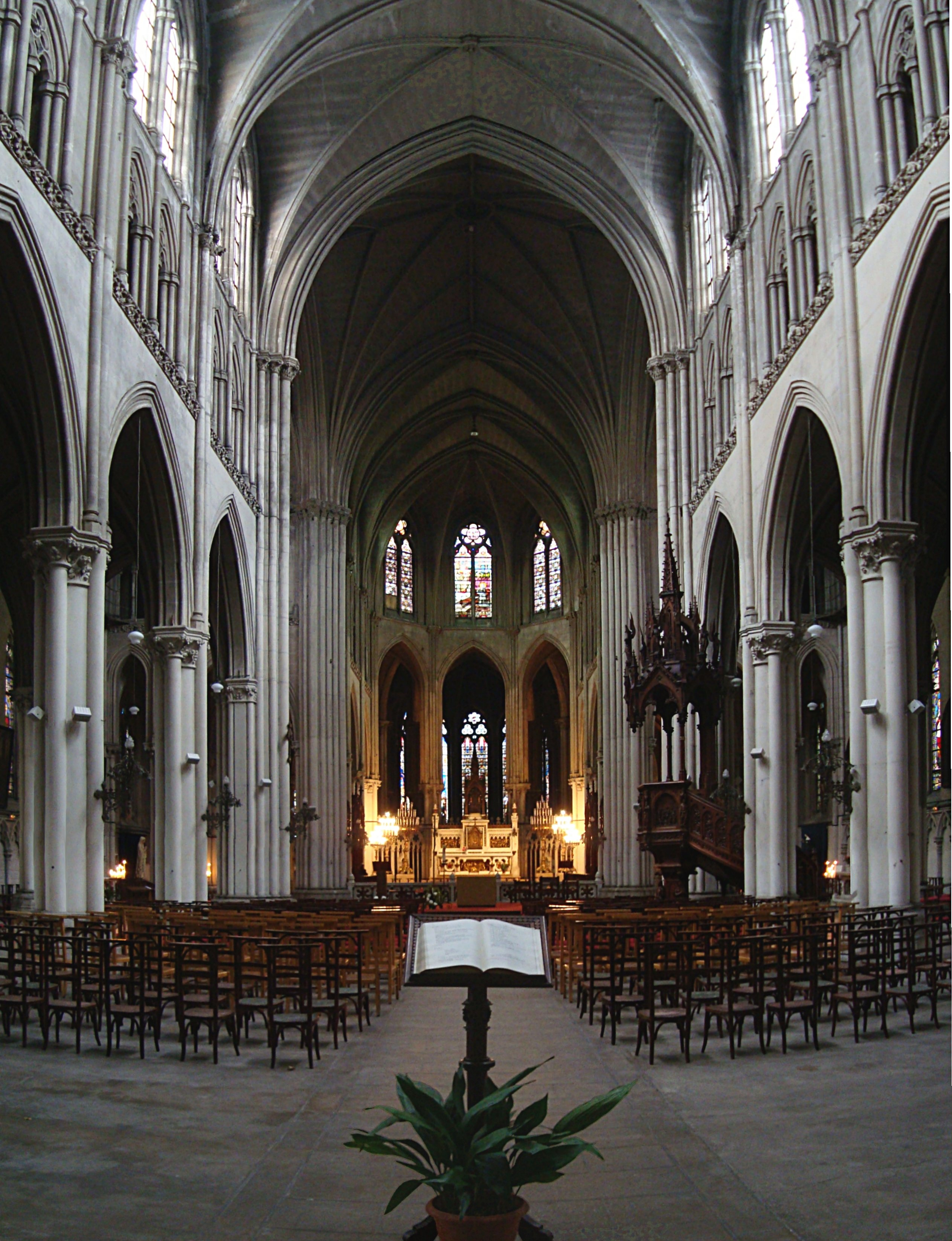

该堂由建筑师朱尔斯·巴蒂尼建于1875年至1878年，以及1895年至1898年。1902年6月20日，当教堂祝圣时，钟楼还没有完工。
钟楼高75米，直到1928年才由建筑师查理·萨拉津完成。它用钢筋混凝土建造，2005年至2008年修复。
2018年4月，该堂宣布关闭六个月。.

## 建筑

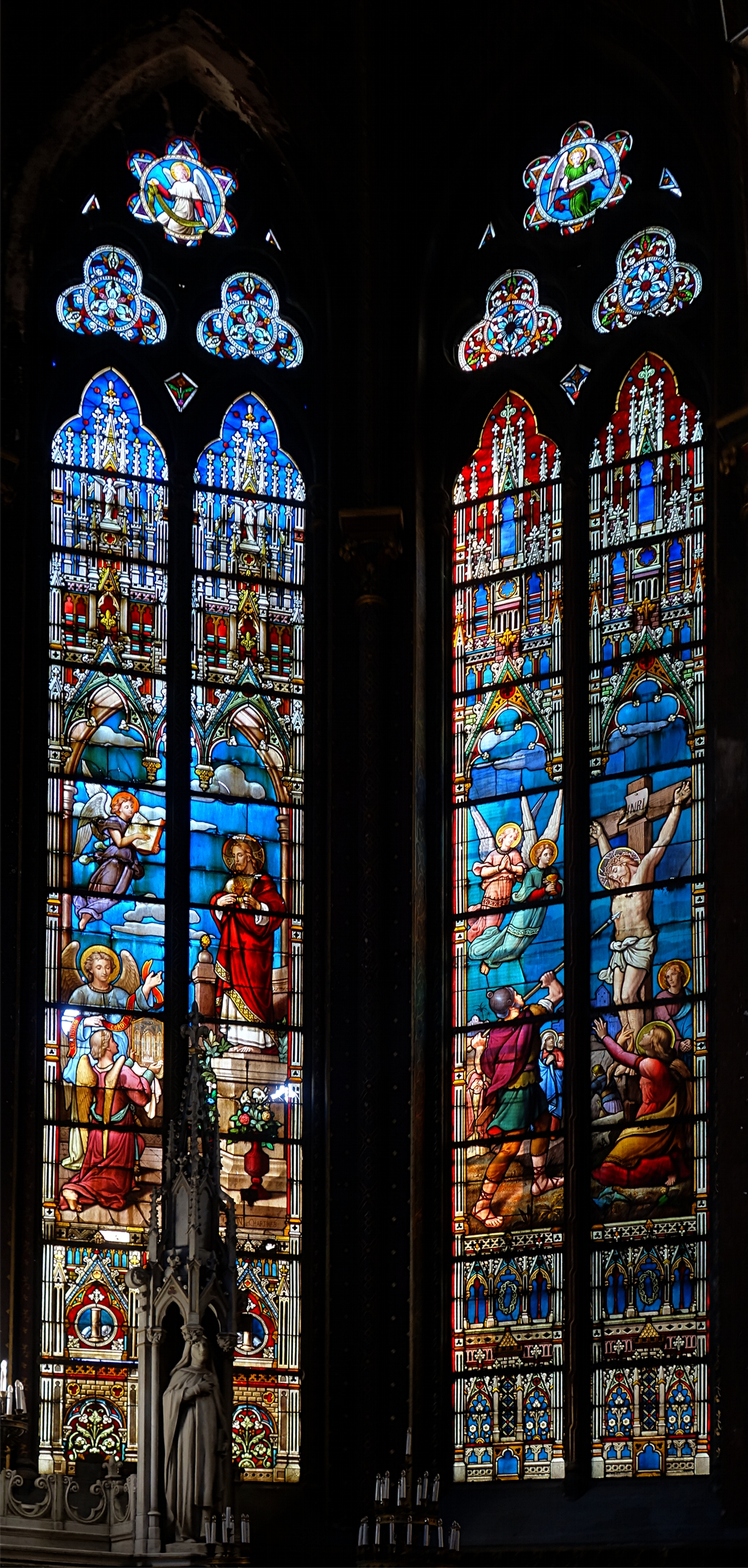
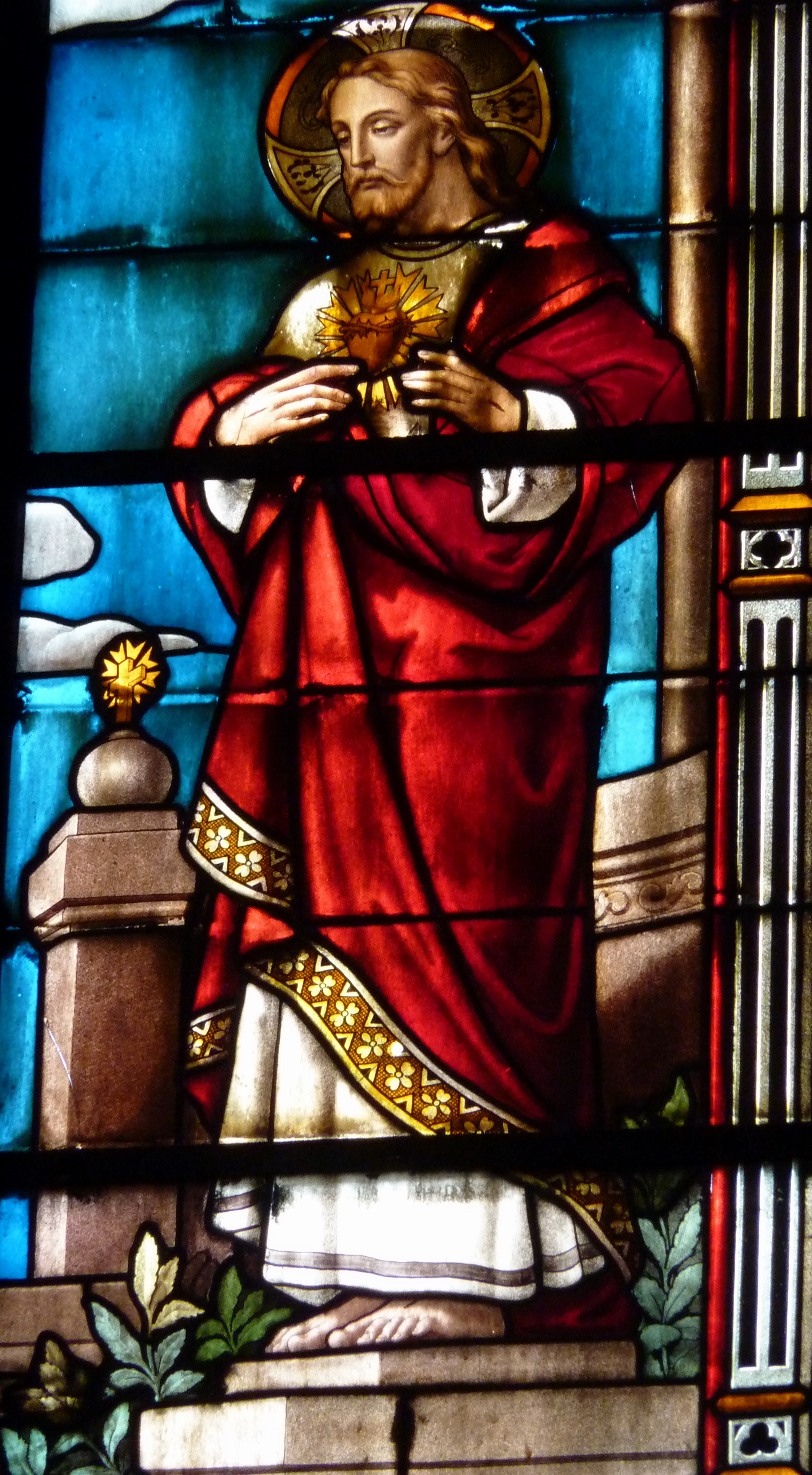
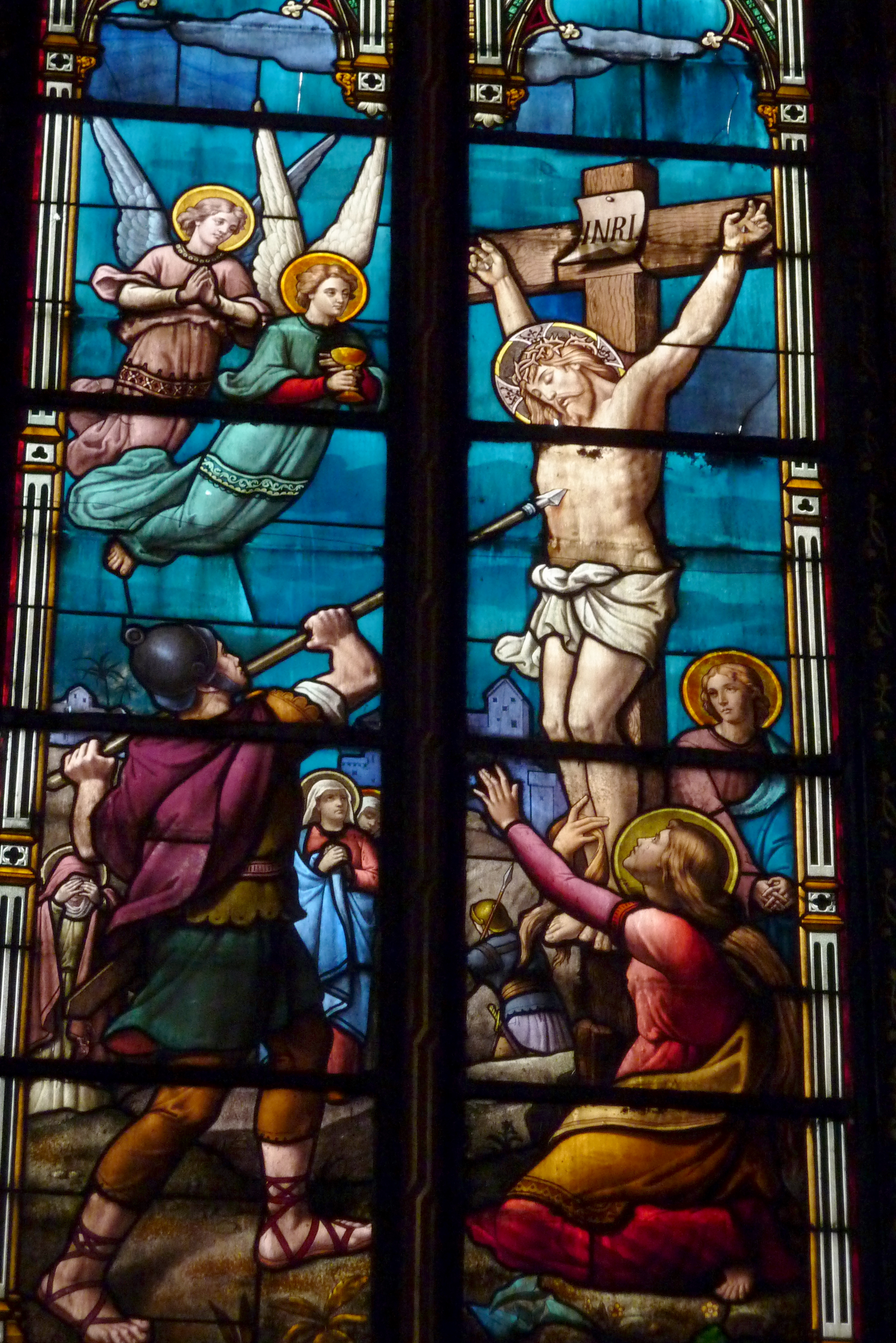
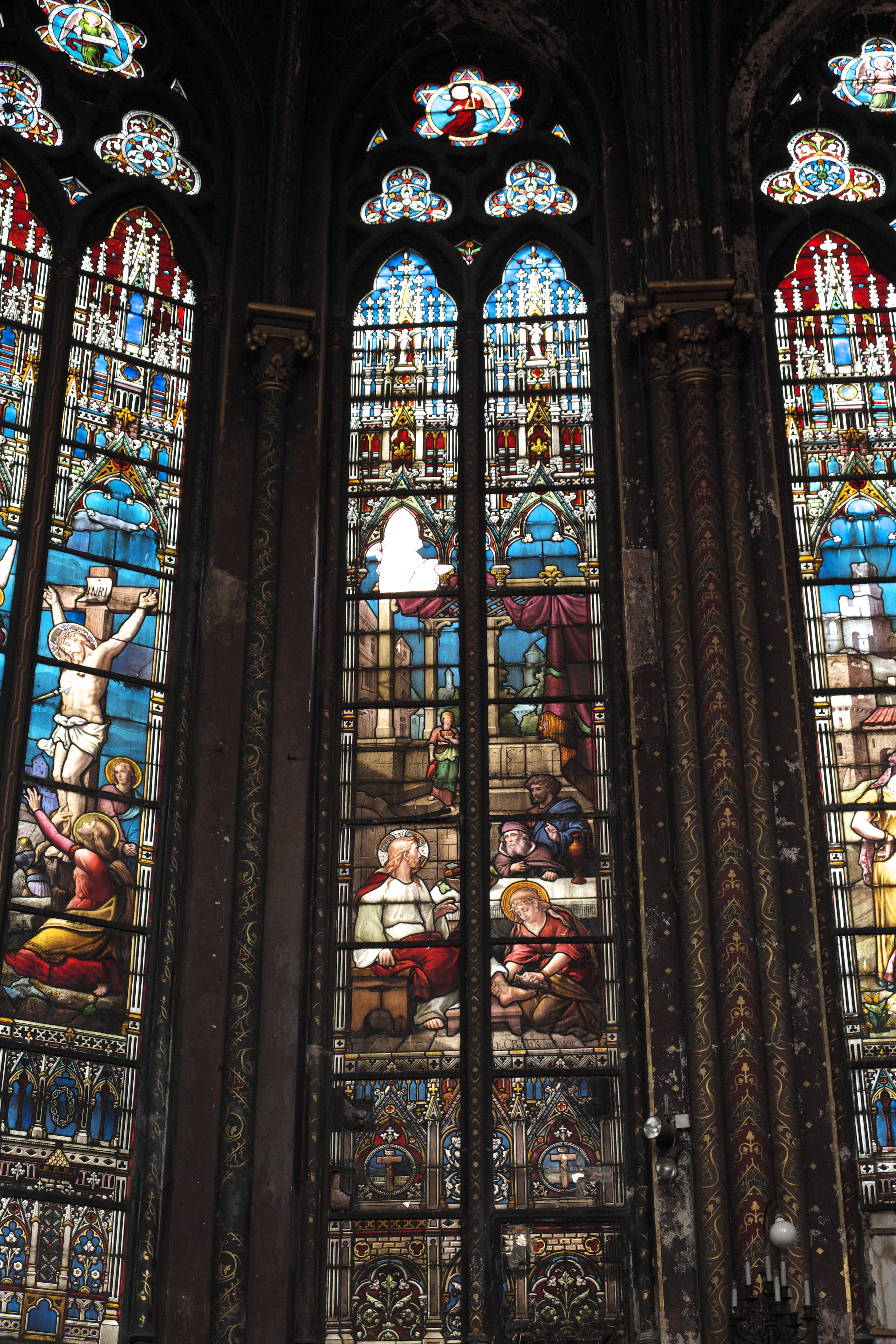
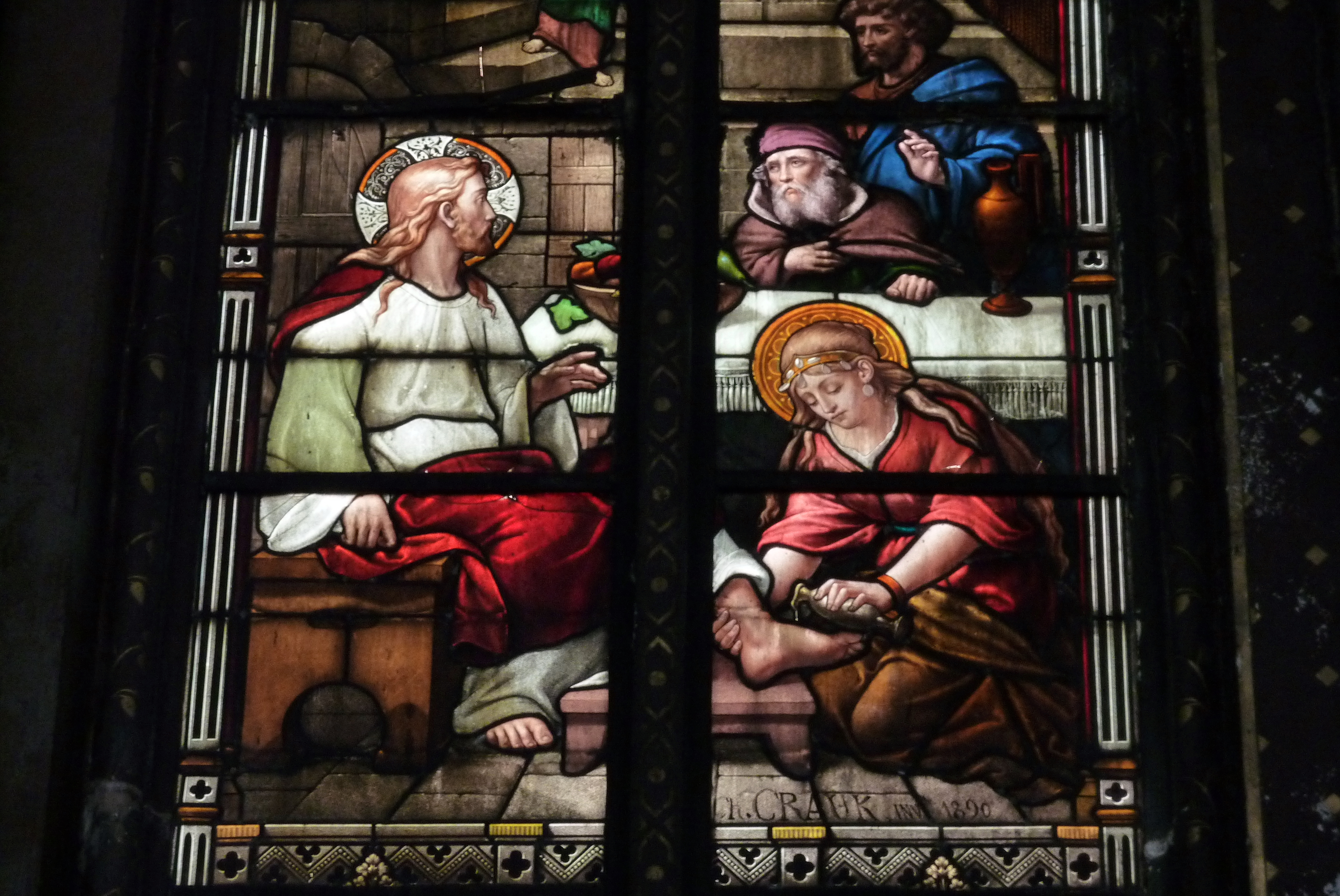
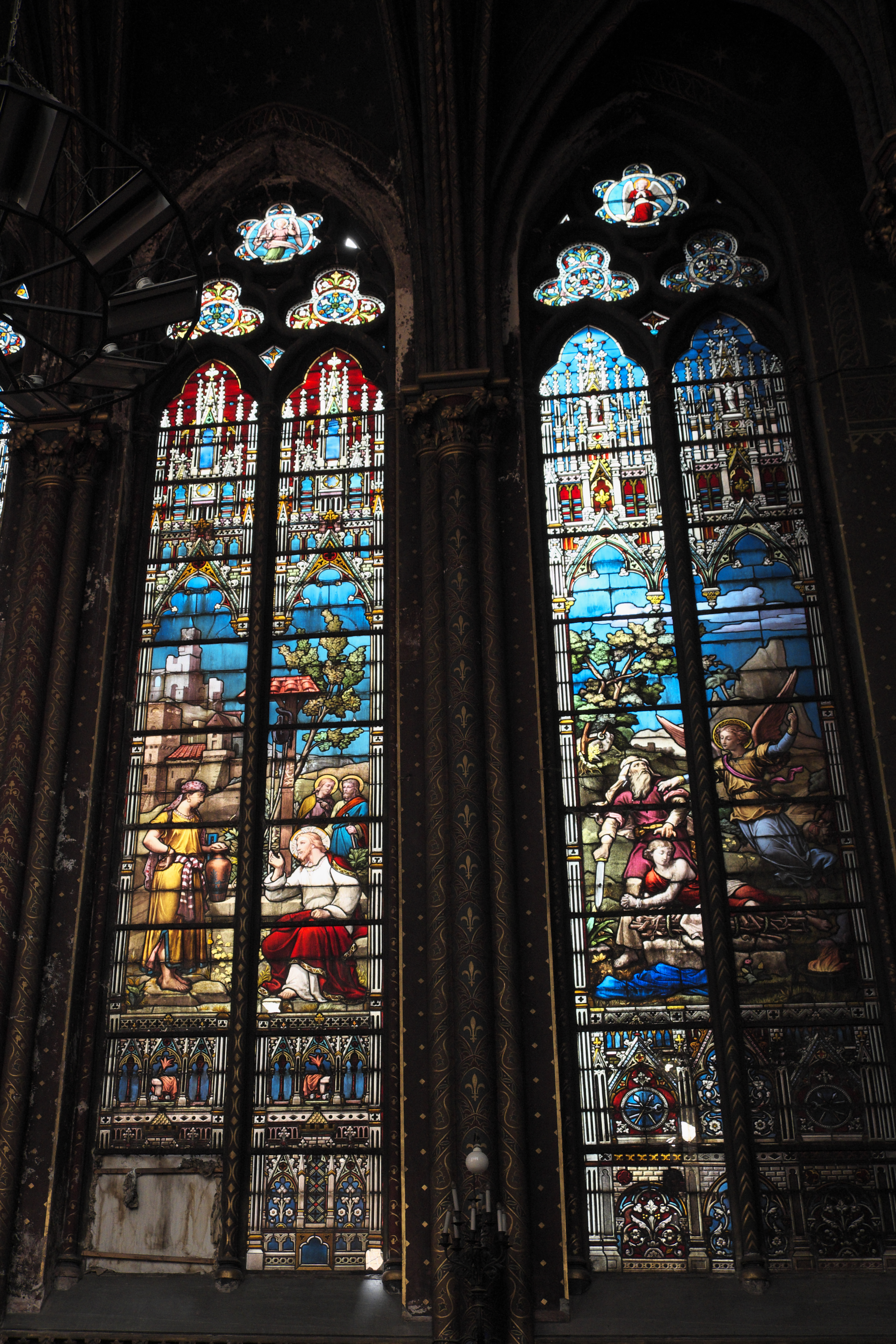
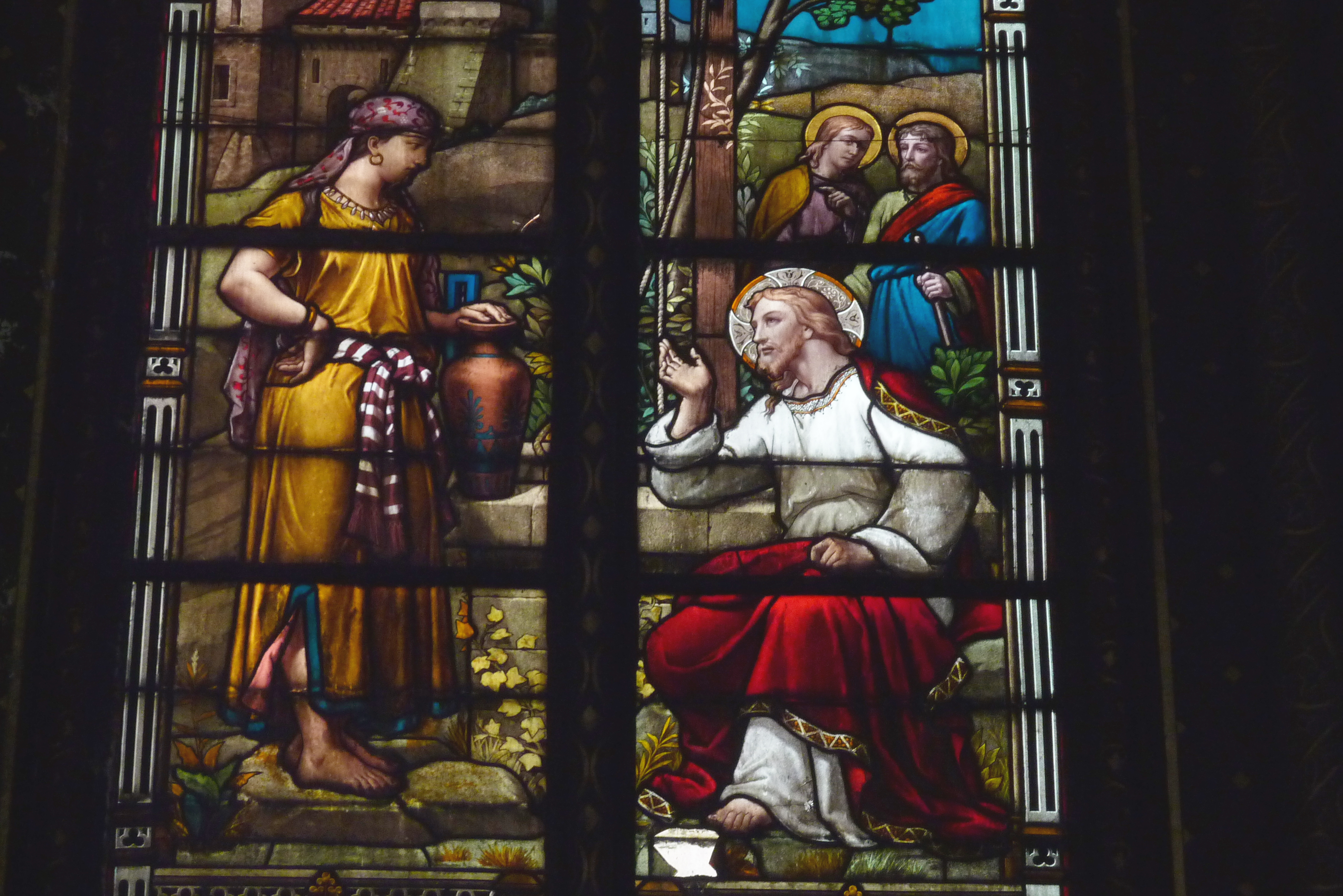
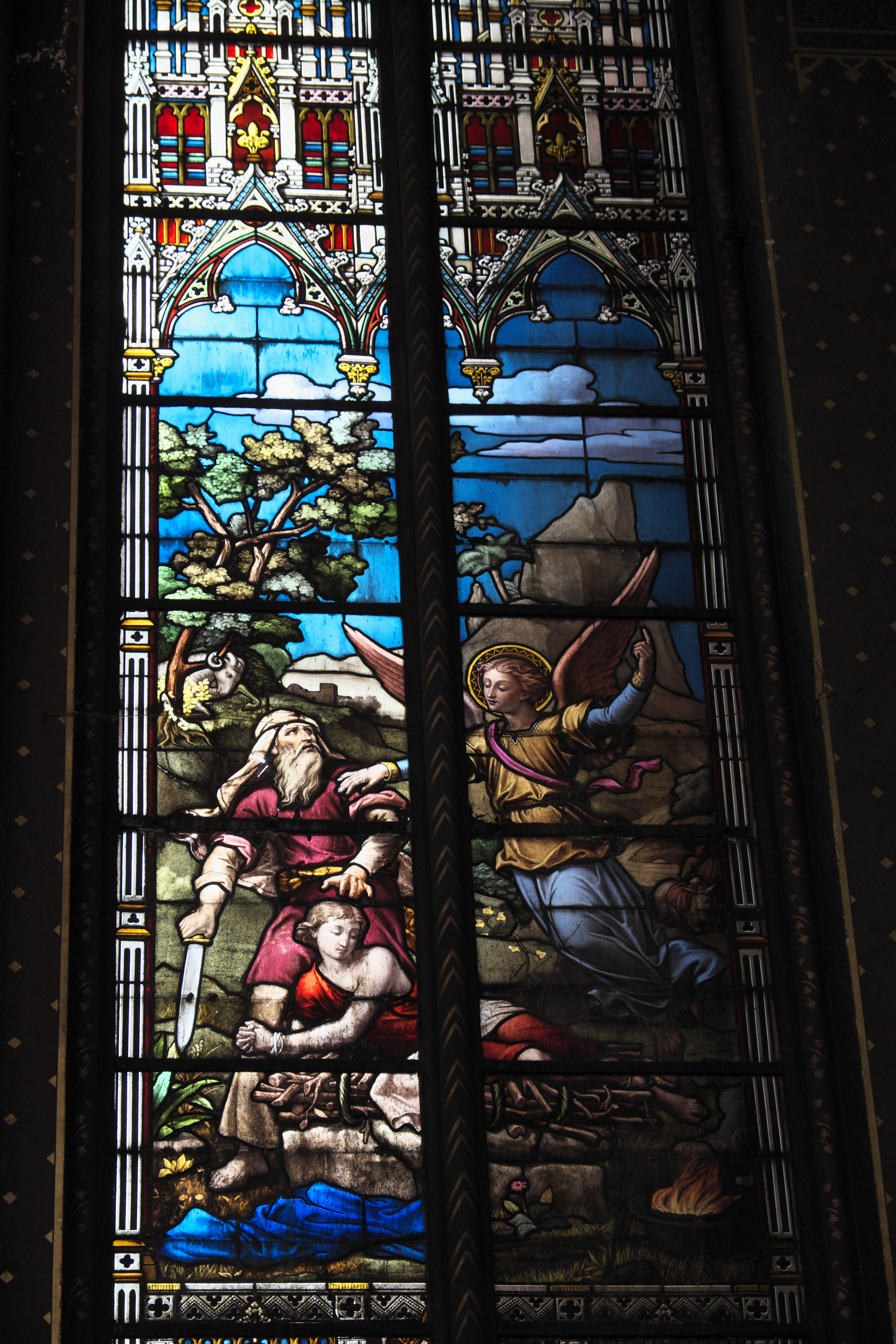

圣心堂为新哥特式风格，是里尔最大的教堂之一，长90米，宽24米，主拱顶高22米。

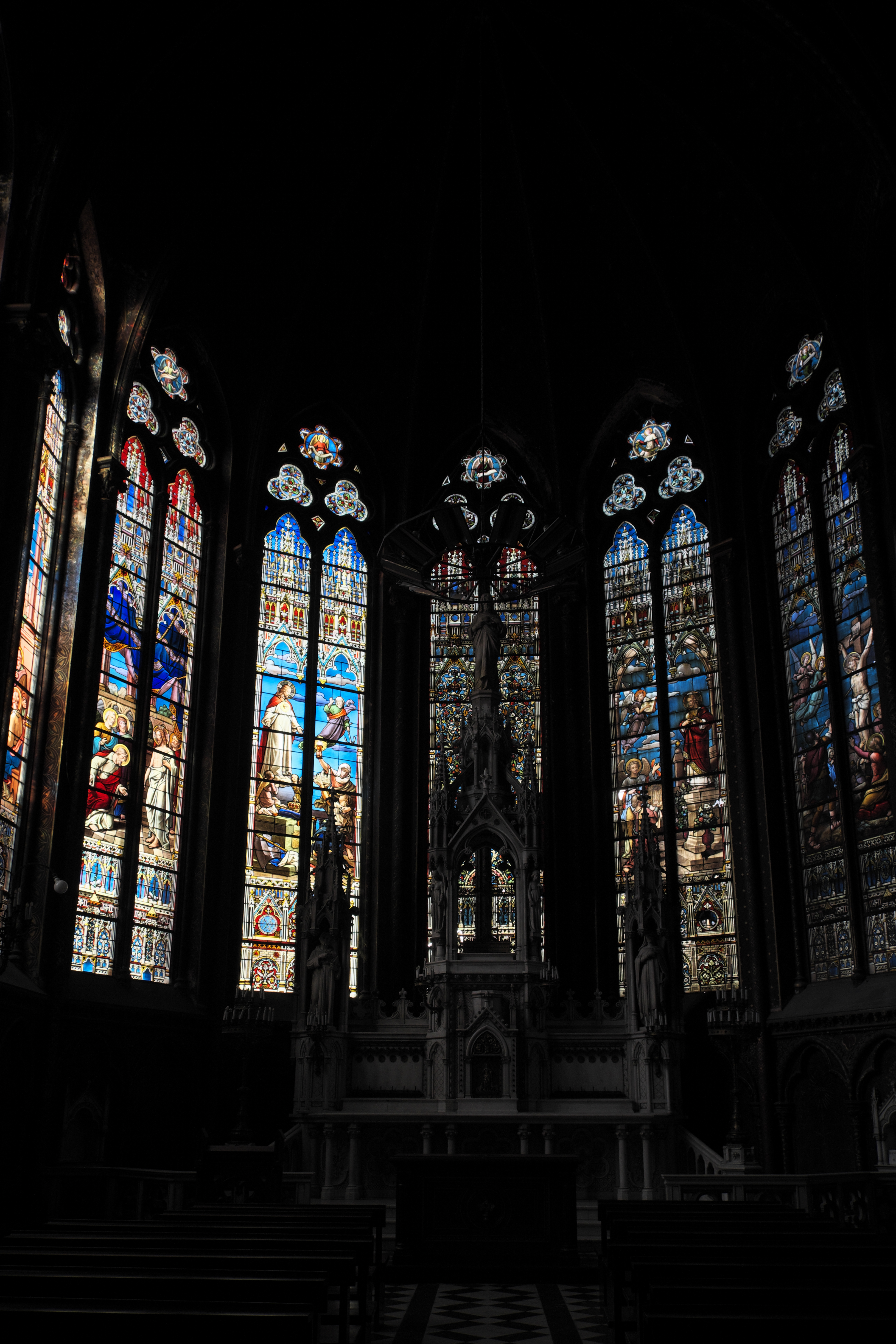
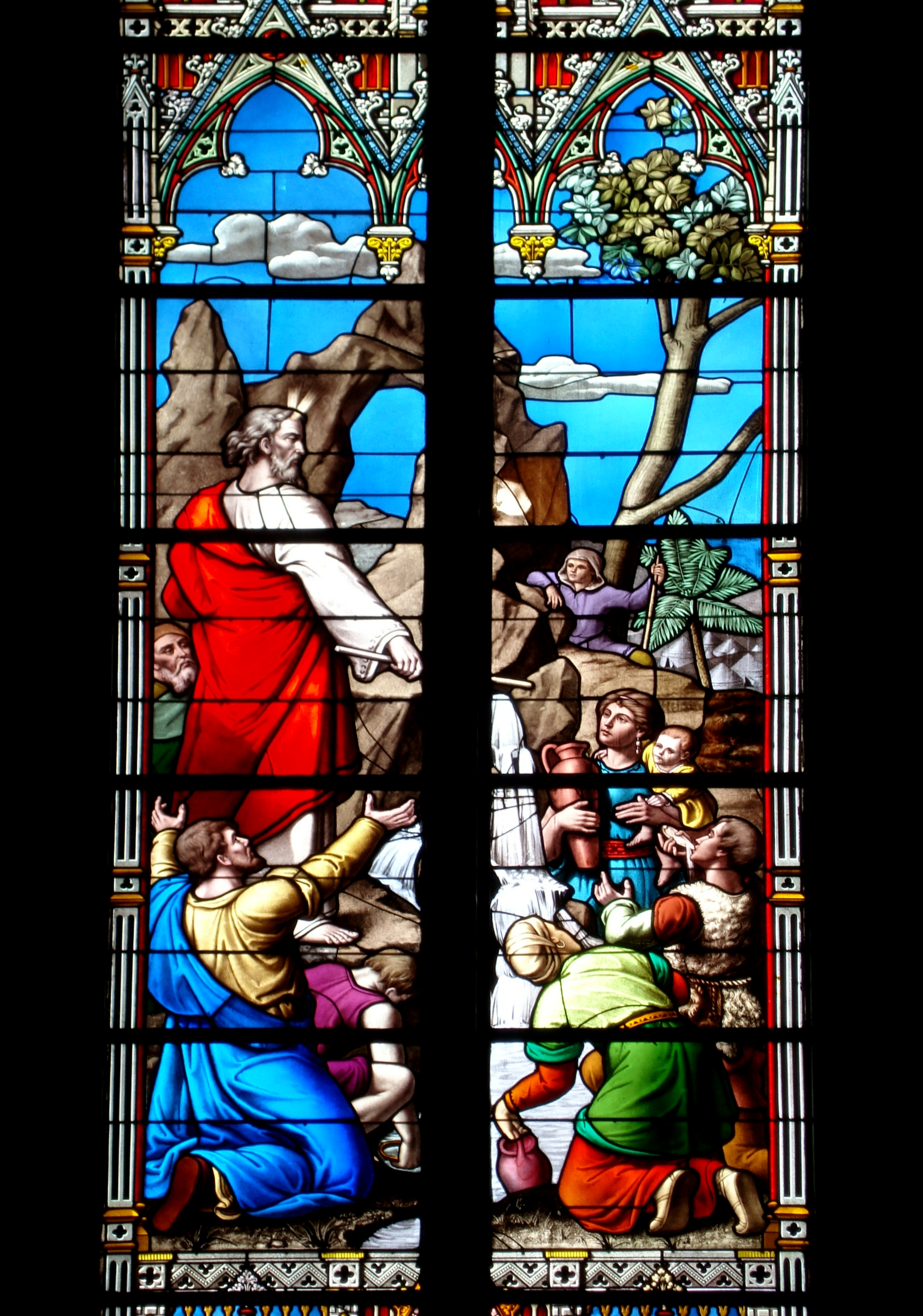
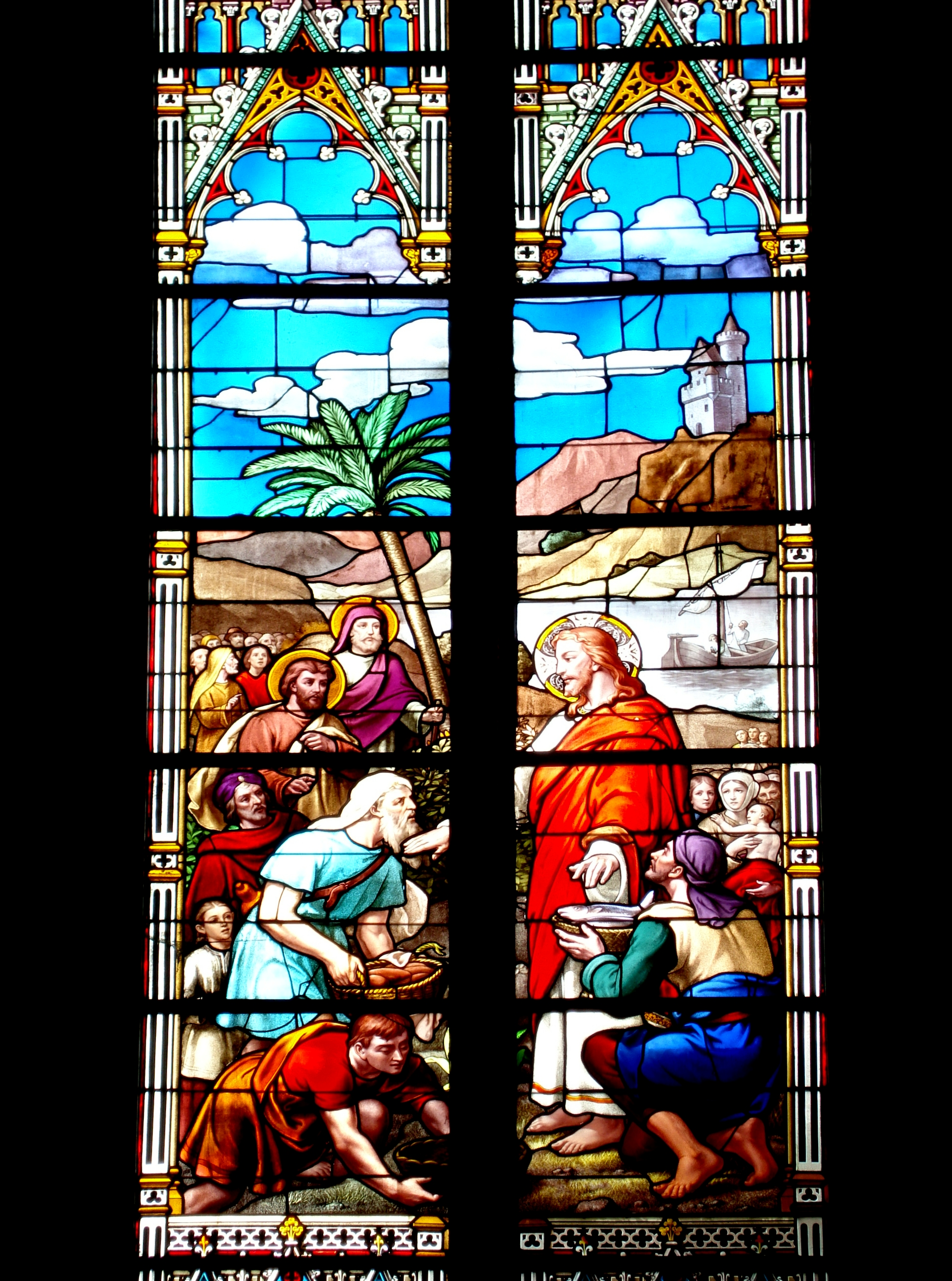
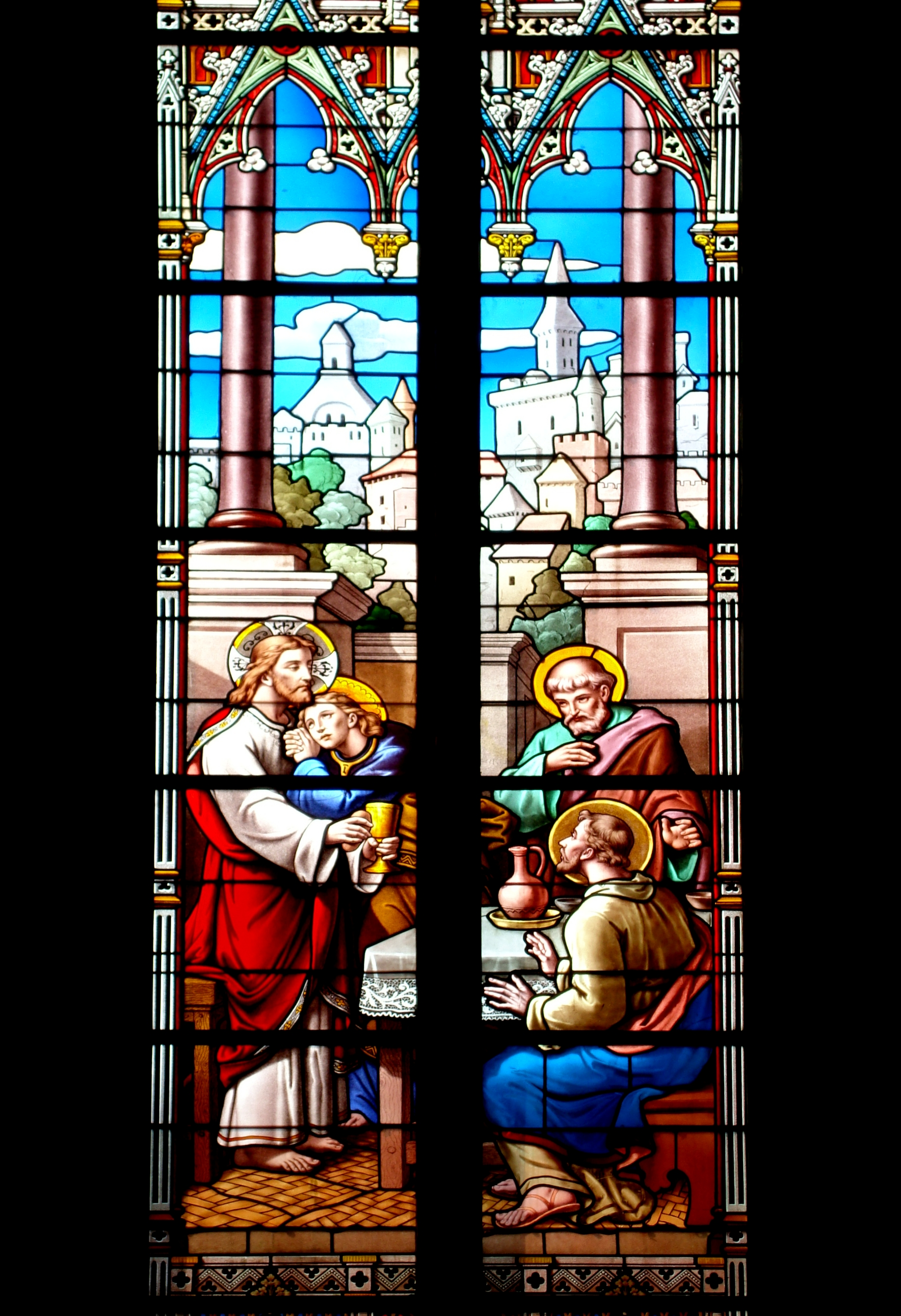
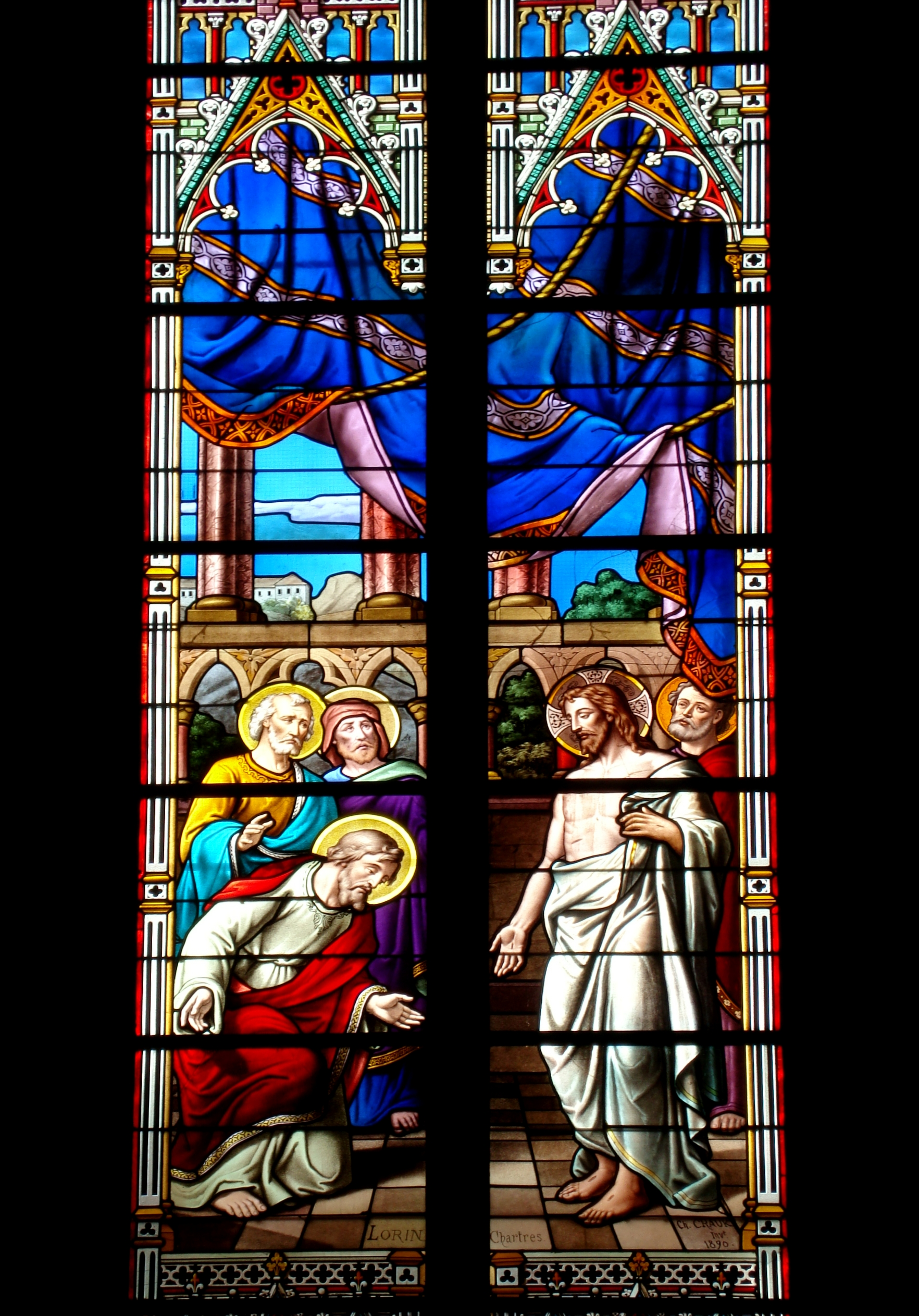
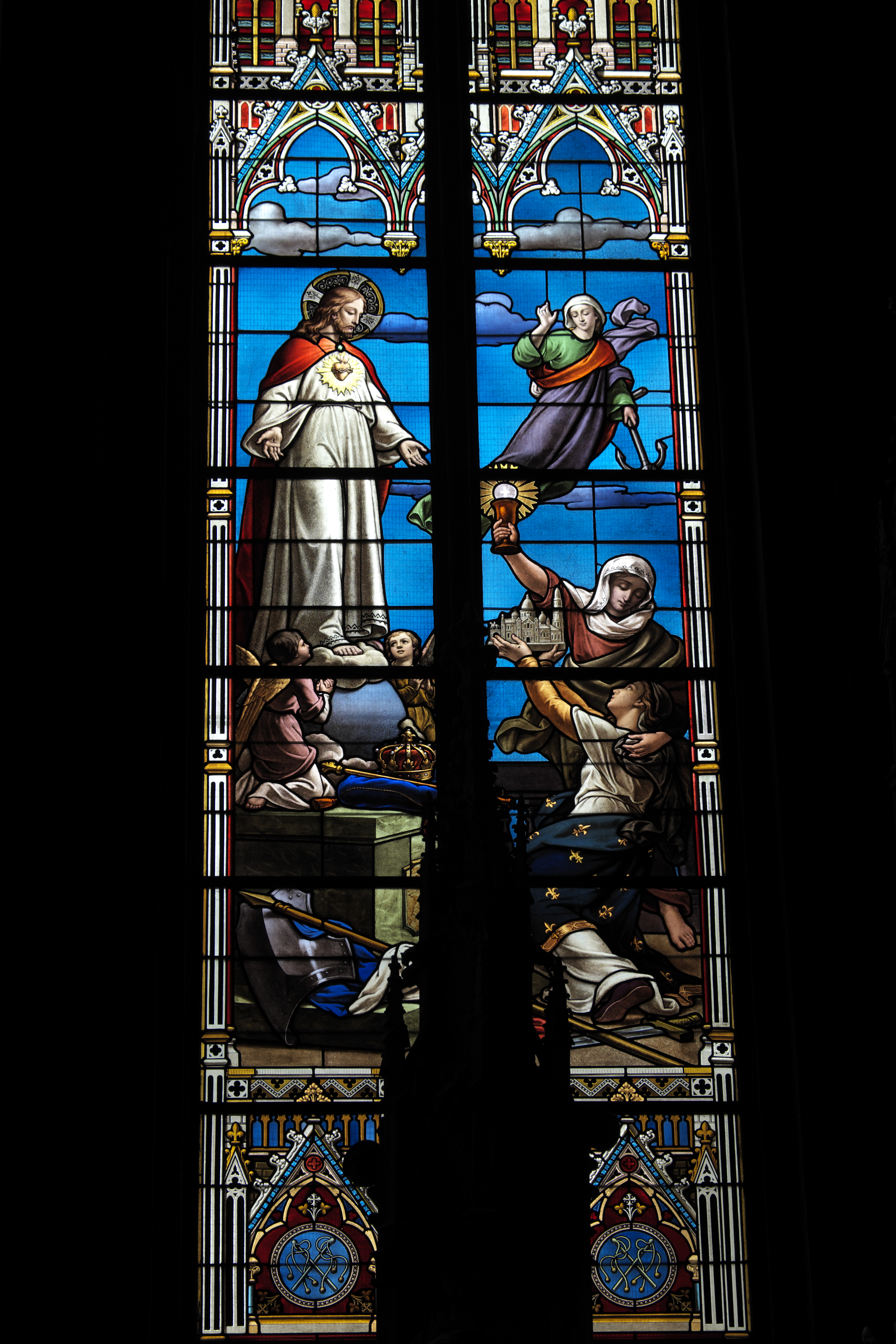

#### 圣若瑟小堂和圣母小堂

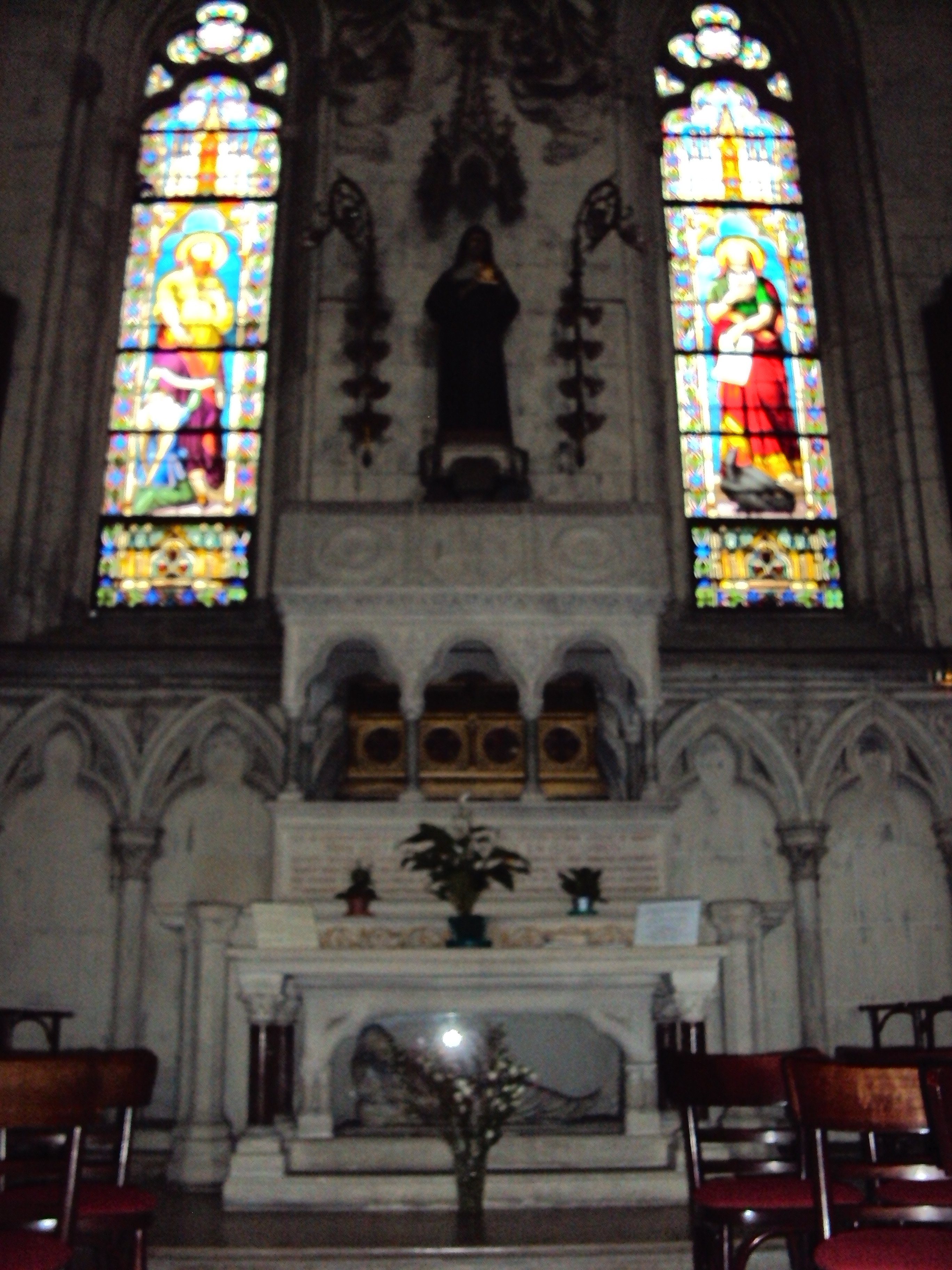
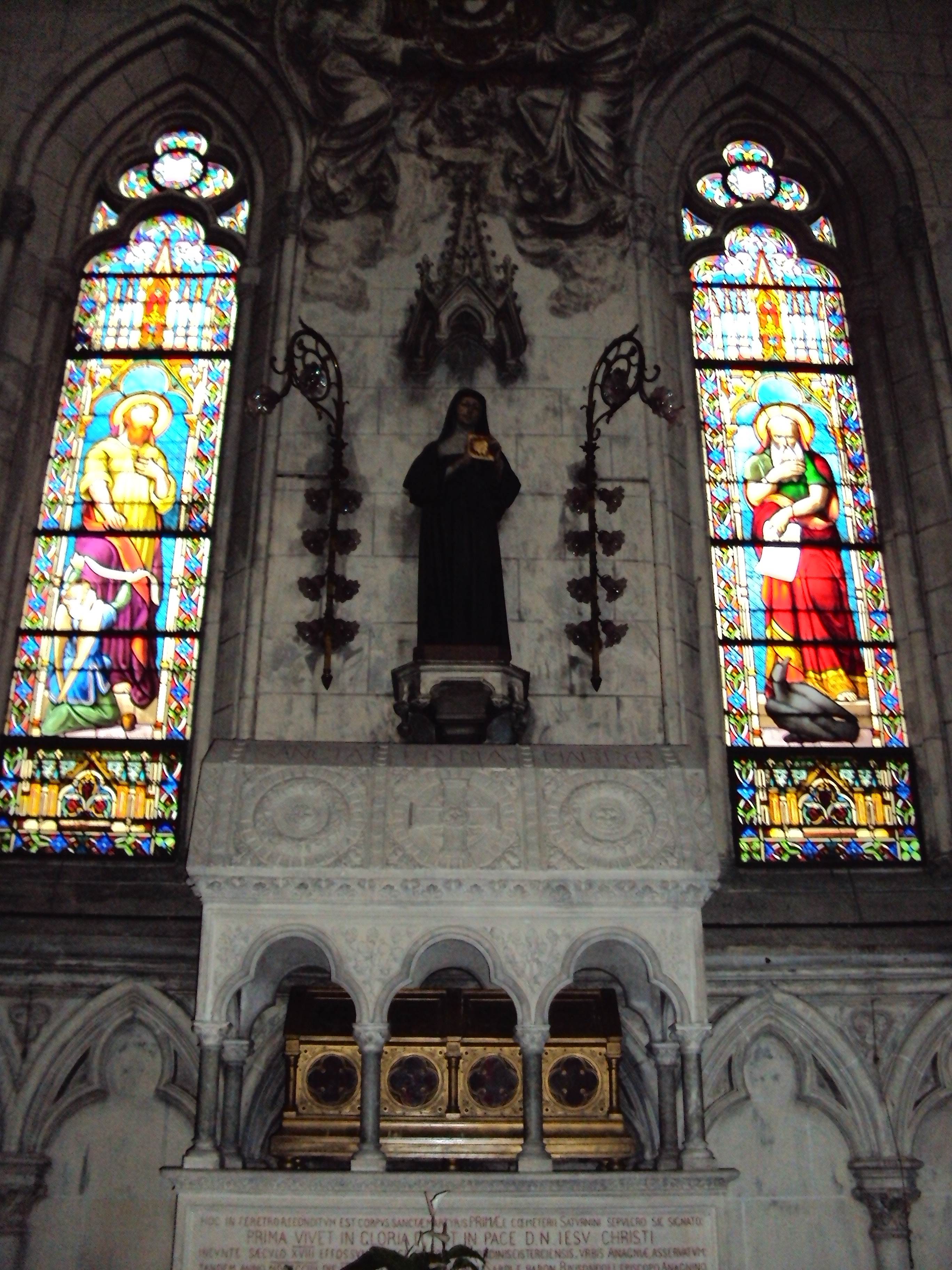
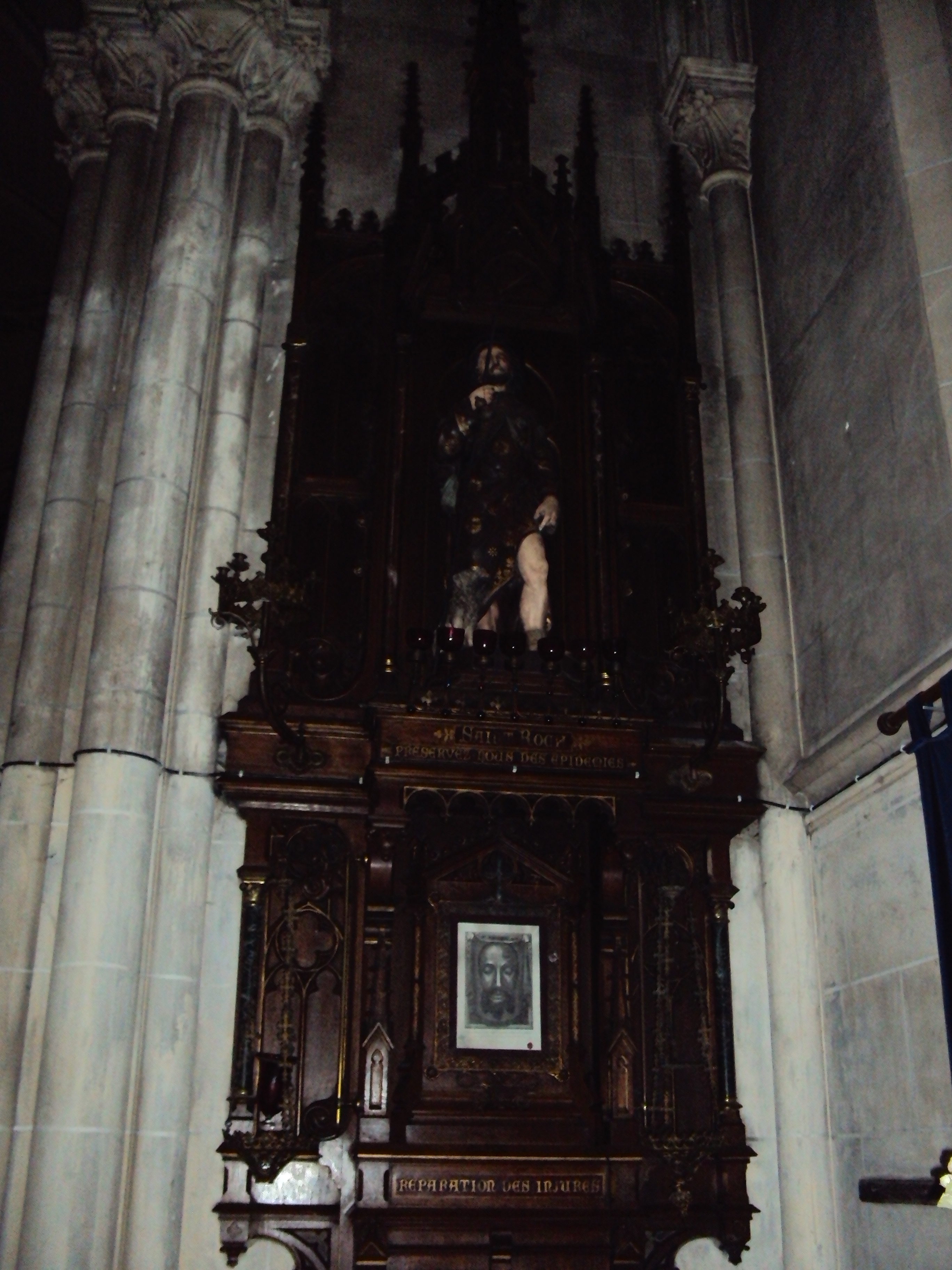

左右两侧的两座小堂分别供奉圣若瑟和圣母。这两座小堂的花窗玻璃也是1890年在洛林工场制作的，描绘圣若瑟的生活场景和玫瑰经奥迹十五端。

圣若瑟小堂
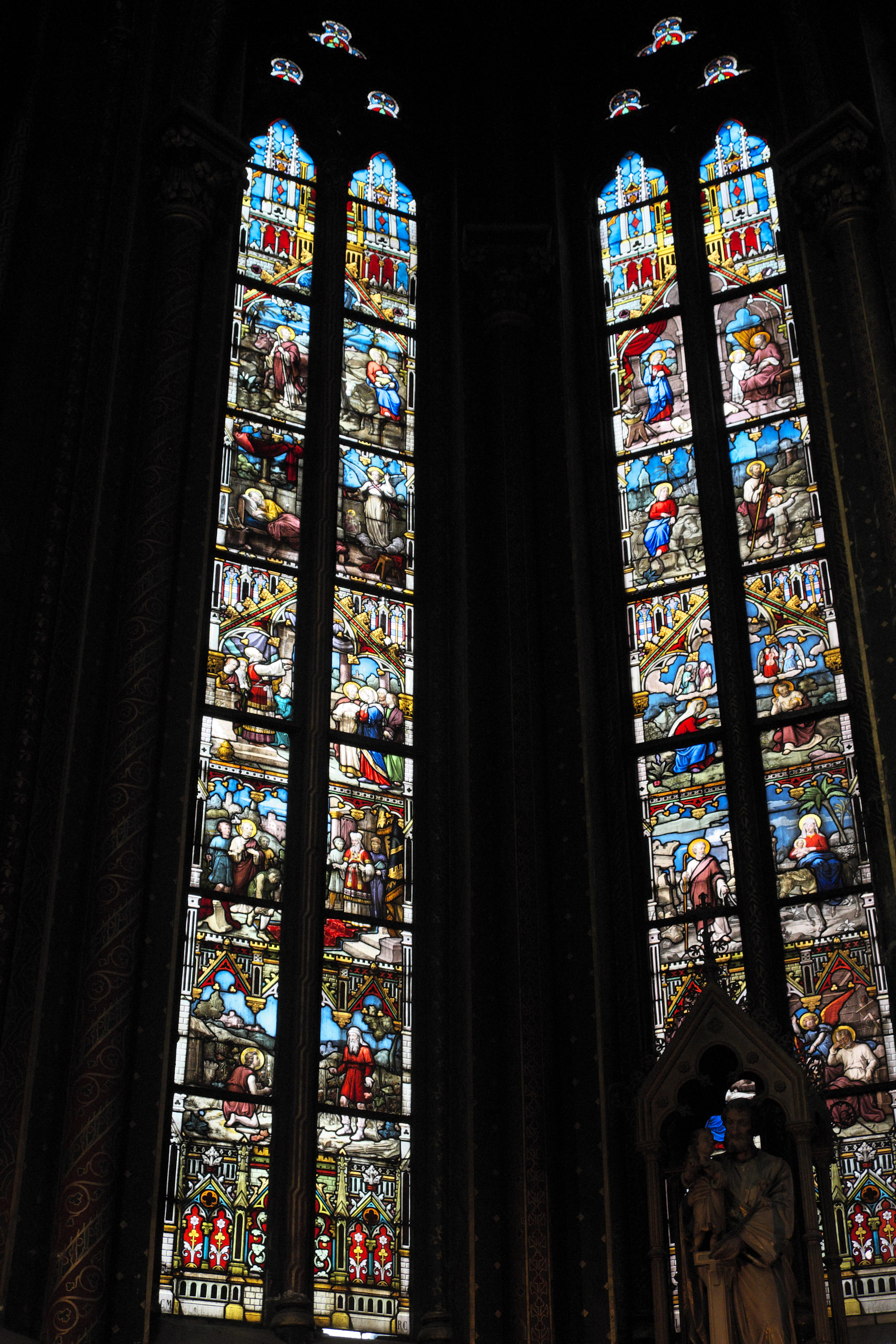
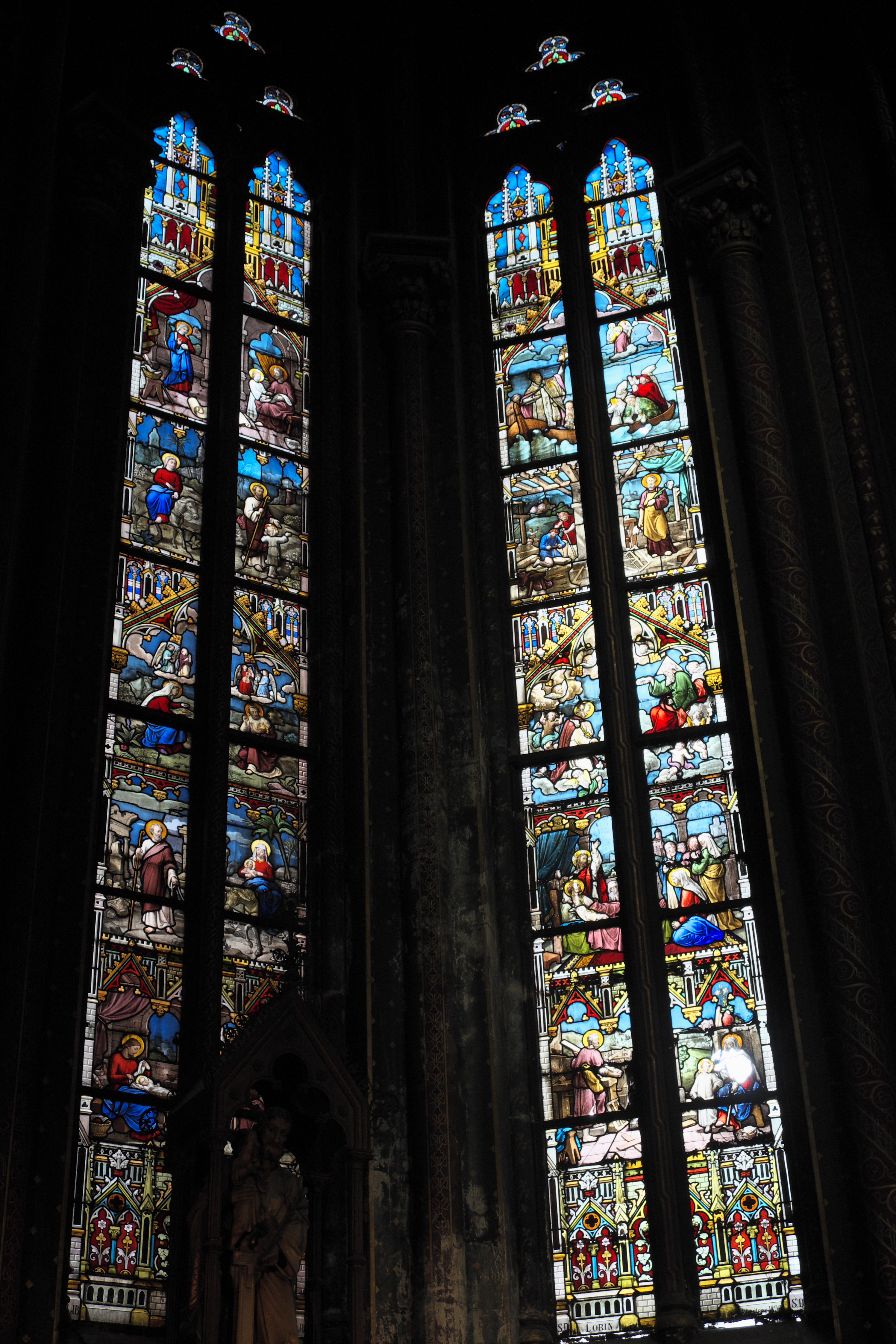

### 左侧小堂
- 露德圣母小堂（Chapelle de Notre-Dame de Lourdes）
- 洗礼小堂（Chapelle du font baptismal ou Baptistère）

## 历任司铎
- 路易斯·布兰德 （1874-1905）
- 阿方斯·鲍杜因（1905-1946）
- 埃德蒙·朗莱斯 （1946-1966）
- 米歇尔·法乔（1966-1972）
- 杰拉德·福雷（1972-1989）
- 阿尔伯特·达勒（1989-1996）
- 让-皮埃尔·范达姆（1996年）
- 让-吕克·莫兰德（2005-2015）

### 时间
- 弥撒：
  - 星期一到星期六早上，上午8时至下午6时30分
  - 周末，周六晚上6点，周日上午9点